# Ecuador en los Juegos Olímpicos de Múnich 1972
Ecuador estuvo representado en los Juegos Olímpicos de Múnich 1972 por dos deportistas masculinos que compitieron en dos deportes.
El equipo olímpico ecuatoriano no obtuvo ninguna medalla en estos Juegos.